# Цьоголітки

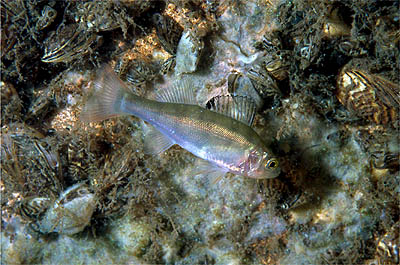
Цьоголіток окуня звичайного

Цьоголітки (від цього і літа) — молодь риби, або звіра, до першого року життя. Термін широко використовується в промисловій іхтіології, рибному господарстві.